# Forcipomyia cirrhosa
Forcipomyia cirrhosa är en tvåvingeart som beskrevs av Clastrier, Rioux och Descous 1961. Forcipomyia cirrhosa ingår i släktet Forcipomyia och familjen svidknott. Inga underarter finns listade i Catalogue of Life.